# Holoholo (langue)
Cet article concerne la langue holoholo. Pour le peuple holoholo, voir Holoholo (peuple).
Ne doit pas être confondu avec Holu (langue).
Le holoholo, aussi appelé guha ou kiguha, est une langue bantoue parlée en Afrique centrale, notamment en République démocratique du Congo par les Holoholo.
En 2020, le nombre de locuteurs était estimé à 16 000.

## Répartition géographique
Le holoholo est parlé dans la province du Tanganyika en République démocratique du Congo, dans la chefferie de Benze et dans le groupement de Moni.

### Dialectes
L’Atlas linguistique d'Afrique centrale dénombre les variantes et dialectes suivants :
- kinyakunda
- kinyamámba
- kinyakuha
- kinyatwagé (ou kinyatwagí)

Le kalanga, considéré comme une langue distincte, a les dialectes suivants :
- kibegé
- kitúngwa